# Harrison Bankhead
Harrison Napoleon Bankhead (Waukegan (Illinois), 1 maart 1955 – Chicago, 6 april 2023) was een Amerikaanse jazzmuzikant. Hij speelt contrabas en cello.

## Biografie
Bankhead is al jarenlang lid van de AACM. Sinds het begin van de jaren 80 werkt hij in de jazzscene van Chicago, waar hij samenspeelde met o.a. Muhal Richard Abrams, Fred Anderson, Mwata Bowden, Hamid Drake, Von Freeman, Billy Harper, Oliver Lake, Nicole Mitchell, Roscoe Mitchell, Bill Pierce, Avreeayl Ra, Dewey en Joshua Redman en Malachi Thompson. Hij werkte ook samen met The Waukegan Symphony en was actief in de groep 8 Bold Souls (Sideshow, 1991). Onder eigen naam verscheen in 2011 het album Morning Sun Harvest Moon, opgenomen met o.a. Edward Wilkerson en Mars Williams. In 2013 volgde Velvet Blue, de naam en titeltrack vormen een eerbetoon aan Fred Anderson, die de club Velvet Lounge leidde, een belangrijke jazzclub in Chicago. Volgens Neil Tesser is Bankhead's spel beïnvloed door musici uit Chicago als Milt Hinton, Wilbur Ware en Malachi Favors.

## Discografie (selectie)
- Fred Anderson – 21st Century Chase (Delmark, 2011)
- Fred Anderson & Harrison Bankhead - The Great Vision Concert (Ayler Records)
- Pierre Dørge: Live in Chicago (Olufsen, 1990)
- Nicole Mitchell / Harrison Bankhead / Hamid Drake - Indigo Trio: Live in Montreal (2007[4])
- Roscoe Mitchell: Far Side (ECM, 2007)
- Avreeayl Ra: Frequency (Thrill Jockey, 2008)